# Nguyễn Quí Đức
Nguyễn Quí Đức (1958 – 22 tháng 11 năm 2023) là phát thanh viên, nhà văn, biên tập viên và dịch giả người Mỹ gốc Việt.
Nguyễn Quí Đức chào đời tại Đà Lạt, Việt Nam Cộng hòa, ông sang Mỹ năm 1975 rồi về sau trở về sống ở Hà Nội vào mùa thu năm 2006. Đức từng là nhà sản xuất đài phát thanh và nhà văn từ năm 1979, làm việc cho hãng BBC ở Luân Đôn và nhà đài KALW-FM tại San Francisco, đồng thời là bình luận viên cho National Public Radio. Ông hiện là người dẫn chương trình quốc gia Pacific Time của Đài phát thanh công cộng KQED-FM, về các vấn đề của người châu Á và người Mỹ gốc Á, từ năm 2000 đến năm 2006. Các bài xã luận của ông từng được đăng trên The Asian Wall Street Journal Weekly, The New York Times Magazine, The San Francisco Examiner, The San Jose Mercury News và các tờ báo khác. Ông còn đóng góp nhiều bài tiểu luận, bài thơ và truyện ngắn khác trên những tạp chí gồm City Lights Review, Salamander, Zyzzyva, Manoa Journal, Van, Van Hoc và Hop Luu, cũng như trong một số tuyển tập mang tên Under Western Eyes, Watermark và Veterans of War, Veterans of Peace.
Nguyễn Quí Đức là tác giả cuốn sách Tro tàn nơi đâu: Cuộc phiêu lưu của một gia đình Việt Nam, và là dịch giả bộ tiểu thuyết Phía sau màn sương đỏ của Hồ Anh Thái, (Curbstone Press, 1997). Ông cùng với John Balaban đồng chủ biên cuốn Việt Nam: Người bạn văn chương đồng hành của lữ khách (Whereabouts Press, 1995) và Ngày xửa ngày xưa, Trải nghiệm của người Mỹ gốc Việt, (Andrews and McMeel, 1995). Bản dịch tập thơ Cây thời gian, thơ Hữu Thỉnh, (Curbstone Press, 2004), với George Evans, đã lọt vào vòng chung kết Giải Dịch Thuật năm 2004 của Hiệp hội Phê Bình Sách Bắc California.
Đức được trao Giải thưởng Xuất sắc của Câu lạc bộ Báo chí Hải ngoại cho các bài phóng sự của ông từ Việt Nam cho NPR năm 1989, và vào năm 1994, ông là nghệ sĩ thường trú tại Villa Montalvo Estates for the Arts để rồi viết nên vở kịch Người lính tên Tony D. ngay tại đây, dựa trên truyện ngắn của Lê Minh Khuê, được Sân khấu EXIT dàn dựng vào năm 1995 ở Knuth Hall, San Francisco. Năm 2001, Nguyễn Quí Đức được A-Media vinh danh là Một trong 30 Người Mỹ gốc Á nổi bật nhất. Phim tài liệu của ông về giới trẻ Trung Quốc có tựa đề Đêm Thượng Hải, là một phần của sê-ri phim Frontline/World thuộc hãng PBS đã được Câu lạc bộ Báo chí Hải ngoại Hoa Kỳ trao Giải thưởng Edward R. Murrow về Phim tài liệu truyền hình xuất sắc năm 2004, và cùng năm đó, ông còn nhận được học bổng cho những thành tích xuất sắc từ Quỹ Alexander Gerbode. Tháng 10 năm 2006, Hội Nhà báo Chuyên nghiệp đã trao Giải thưởng Công vụ Xuất sắc cho những đóng góp trong ngành báo chí của ông.